# 賛美の泉
賛美の泉(さんびのいずみ、中国語:讚美之泉、英語名:Stream Of Praise)は、アメリカ合衆国を拠点に活動するゴスペルグループである。

## 歴史
1993年に結成され、2年後にカリフォルニア州で非営利団体として認められた。以後、超教派団体として、アメリカ合衆国のみならず、中南米・オセアニア・ヨーロッパ・アジアでもコンサートを行う様になった。
2014年には日本でのコンサートツァーを実現させ、2016年に起きた熊本地震の被災者へのチャリティーコンサートも行った。